# 松原夏海
松原 夏海（まつばら なつみ、1990年〈平成2年〉6月19日 - ）は、日本のタレント、女優。福岡県生まれ、埼玉県育ち。女性アイドルグループ・AKB48の元メンバーである。

## 略歴
2006年
- 2月26日、『第二期AKB48追加メンバーオーディション』に合格。
- 4月1日、AKB48劇場でのチームK初日公演において、公演デビュー。

2009年
- 6月から7月にかけて実施された『AKB48 13thシングル選抜総選挙「神様に誓ってガチです」』では30位で、アンダーガールズに選ばれる。
- 8月23日に開催された『読売新聞創刊135周年記念コンサート AKB104選抜メンバー組閣祭り』の夜公演において、同年10月よりチームAに異動することが発表され、2010年7月27日にチームAに異動した。この結果、2期生で唯一のチームA所属となる。

2010年
- 3月25日に開催された『AKB48 満席祭り希望 賛否両論』の夜公演において、プロダクション尾木への移籍打診が発表され、5月17日に移籍。
- 5月から6月にかけて実施された『AKB48 17thシングル選抜総選挙「母さんに誓って、ガチです」』では39位で、アンダーガールズに選ばれる。

2011年
- 2月26日から3月6日に9日連続で放送された日本テレビ深夜ドラマ『桜からの手紙 〜AKB48 それぞれの卒業物語〜』に出演。
- 4月22日、AKB48劇場の公演を初めて休演した。

2012年
- 8月24日、『AKB48 in TOKYO DOME 〜1830mの夢〜』初日公演において、チームKに異動することが発表された[3]。
- 9月18日に開催された『AKB48 29thシングル選抜じゃんけん大会』ではベスト16入りし、4年ぶりの選抜メンバーになる[4]。
- 11月1日、チームKに異動。チームKウェイティング公演のスターティングメンバーとして新チームでの活動を開始する[5][注 1]。

2013年
- 5月5日、TOKYO DOME CITY HALLで行われた『思い出せる君たちへ〜AKB48グループ全公演〜』K3rd「脳内パラダイス公演」において、AKB48を卒業することを発表[6][7]。
- 6月4日、AKB48劇場では最終出演となる、チームKウェイティング公演（松原夏海 卒業公演）が行われた[8]。
- 7月7日、幕張メッセで行われる「『さよならクロール』劇場盤発売記念大握手会」をもってAKB48を卒業[9]。

2015年
- 3月17日、3月いっぱいでプロダクション尾木を辞めることを公表した[10][11]。
- その後、ワンダー・プロダクションに所属したことが明らかになる[12]。

2021年
- 5月7日、5月いっぱいでワンダー・プロダクションを辞めることを公表した[13]。

## 人物
- キャッチフレーズは「みんみんみん! なっつみん!!」[1]。
- 6歳の時から「エース」という名の猫を飼っていた（2016年没）[14]。猫はその後、3匹増え「ロビン[15]」「アビー[16]」「ビビ[17]」と名付けて愛育している。また、「クリム」という名のチワワを飼っていた[14]。

## AKB48在籍時の参加楽曲

### シングルCD選抜楽曲
- 会いたかった
- 「制服が邪魔をする」に収録
  - Virgin love - 「チームK」名義
- 「夕陽を見ているか?」に収録
  - 夕陽を見ているか?（ひまわり2.1Mix）
- 「ロマンス、イラネ」に収録
  - ロマンス、イラネ（ひまわり2.0Mix）
- 桜の花びらたち2008
  - 最後の制服
- 「大声ダイヤモンド」に収録
  - 大声ダイヤモンド (team K ver.)
- 「言い訳Maybe」に収録
  - 飛べないアゲハチョウ - 「アンダーガールズ」名義
- 「RIVER」に収録
  - ひこうき雲 - 「シアターガールズ」名義
- 「ポニーテールとシュシュ」に収録
  - 僕のYELL - 「シアターガールズ」名義
- 「ヘビーローテーション」に収録
  - 涙のシーソーゲーム - 「アンダーガールズ」名義
- 「Beginner」に収録
  - 泣ける場所 - 「DIVA」名義
- 「チャンスの順番」に収録
  - 胡桃とダイアローグ - 「チームA」名義
- 「桜の木になろう」に収録
  - エリアK - 「DIVA」名義
- 「Everyday、カチューシャ」に収録
  - 人の力 - 「アンダーガールズ」名義
- 「風は吹いている」に収録
  - Vamos - 「アンダーガールズ ばら組」名義
- 「上からマリコ」に収録
  - 隣人は傷つかない - 「チームA」名義
- 「GIVE ME FIVE!」に収録
  - ユングやフロイトの場合 - 「スペシャルガールズC」名義
- 「真夏のSounds good !」に収録
  - 3つの涙 - 「スペシャルガールズ」名義
- 「ギンガムチェック」に収録
  - あの日の風鈴 - 「ウェイティングガールズ」名義
- 「UZA」に収録
  - スクラップ&ビルド - 「Team K」名義
- 永遠プレッシャー
- 「So long !」に収録
  - 夕陽マリー - 「Team K」名義
- 「さよならクロール」に収録
  - How come ? - 「Team K」名義
- 「ラブラドール・レトリバー」に収録
  - 今日までのメロディー

### アルバム参加楽曲
- 『神曲たち』に収録
  - 君と虹と太陽と
- 『SET LIST〜グレイテストソングス〜完全盤』に収録
  - あなたがいてくれたから
- 『ここにいたこと』に収録
  - ここにいたこと - 「AKB48+SKE48+SDN48+NMB48」名義
- 『1830m』に収録
  - 青空よ 寂しくないか? - 「AKB48+SKE48+NMB48+HKT48」名義
- 『次の足跡』に収録
  - 強さと弱さの間で

### その他の参加楽曲
- シングルCD「TEAM-Z ORIGINAL SOUND TRACK」（「チームZ」名義）
  - 恋のお縄
  - 私の彼氏は銭形平次
  - 会いたかった 〜お江戸 Ver.〜
  - 銭形平次 〜TEAM-Z Ver.〜
- シングルCD「Mine」（「河西智美」名義）に収録
  - Enjoy your life !

### 劇場公演ユニット曲
チームK 1st Stage「PARTYが始まるよ」
- クラスメイト

 チームK 2nd Stage「青春ガールズ」
- 雨の動物園
- ふしだらな夏

 チームK 3rd Stage「脳内パラダイス」
- くるくるぱー

 ひまわり組 1st Stage「僕の太陽」
- 向日葵（野呂佳代のスタンバイ）

 ひまわり組 2nd Stage「夢を死なせるわけにいかない」
- 記憶のジレンマ（野呂佳代のスタンバイ）

 チームK 4th Stage「最終ベルが鳴る」
- 16人姉妹の歌
- 初恋泥棒（小野恵令奈、早野薫のアンダー）

 チームK 5th Stage「逆上がり」
- エンドロール
- 愛の色（奥真奈美のアンダー）

 THEATRE G-ROSSO「夢を死なせるわけにいかない」公演
- 記憶のジレンマ（佐藤由加理のスタンバイ）

 チームA 6th Stage「目撃者」
- サボテンとゴールドラッシュ

大島チームK ウェイティング公演
- 片思いの対角線（前田亜美のアンダー、チームB 4th Stage「アイドルの夜明け」公演、小森美果のポジション）
- 向日葵（内田眞由美のアンダー、ひまわり組 1st Stage「僕の太陽」公演、秋元才加のポジション）

## 作品

### 映像作品
- なつみちゃ（2010年12月22日、イーネット・フロンティア） - 松原夏海&野中美郷名義
- 4YOU（2011年4月27日、イーネット・フロンティア） - 松原夏海&野中美郷&岩佐美咲&小森美果名義

## 出演

### テレビドラマ
- マジすか学園 第11話・最終話（2010年3月19日・26日、テレビ東京） - ナツミ 役
- 悪党〜重犯罪捜査班（2011年1月 - 3月、ABCテレビ・テレビ朝日） - 平松亜美 役
- 桜からの手紙 〜AKB48 それぞれの卒業物語〜 第2話・第6話・第8話（2011年2月27日・28日・3月1日、日本テレビ） - 松原夏海 役
- マジすか学園2 最終話（2011年7月1日、テレビ東京） - ナツミ 役
- 水曜ミステリー9「多摩南署たたき上げ刑事・近松丙吉10 橋を渡る死者」（2012年8月15日、テレビ東京） - 槙野静香 役
- So long ! 第2夜（2013年2月12日、日本テレビ）
- 花咲舞が黙ってない 第1話（2014年4月16日、日本テレビ） - 神田 役
- クロスロード～声なきに聞き形なきに見よ～（2017年5月28日 - 7月2日、NHK BSプレミアム） - 小池夏音 役
- 相棒16 第16話（2018年2月14日、テレビ朝日） ‐ 上山来未 役

### バラエティ
- AKB48物語〜今を生きる少女たち。36色の夢に向かって〜（2006年10月22日 - 29日、千葉テレビ・テレビ埼玉他、全9放送局）
- AKB0じ59ふん!（2008年4月7日 - 6月23日、日本テレビ）
- すイエんサー（2009年5月12日・6月23日・9月22日・2010年1月12日、NHK教育）
- 週刊AKB（2009年8月28日 - 2012年11月30日　不定期出演、テレビ東京）
- AKB48ネ申テレビ（ファミリー劇場）
  - Season1（2008年10月12日）
  - Season2（2009年7月10日・17日）
  - Season3（2009年10月23日・30日）
  - スペシャル2009（2009年12月28日）
- AKBINGO!（2009年5月6日 - 不定期出演、日本テレビ）
- AKB-級グルメスタジアム（2011年2月6日、食と旅のフーディーズTV）
- AKB48コント「びみょ〜」（2011年11月24日・12月1日、ひかりTV）
- AKB48のあんた、誰?（2012年4月10日 - 2013年5月28日 不定期出演、NOTTV）
- びみょ〜な扉 AKB48のガチチャレ（2012年8月3日・2013年1月25日、ひかりTV）
- 美の国のお茶会（2014年5月7日 - 28日・7月3日 - 31日、テレビ東京）

### 映画
- 骨壺（2012年5月26日、ジョリー・ロジャー） - 主演・室田絵里 役
- 偶像戦記（2014年、シンシタ・JUMPs）

### 舞台
- シアターAIRY「朗読劇本公演『グリムの森』『ロミオ×ロミオ』」（2011年4月23日、シネマート六本木） - グリムの森篇・カケル（主演） 役[18]
- 東北地方太平洋沖地震チャリティー公演「ポチッとな。 -Switching On Summer-」（2011年8月6日 - 14日、横浜相鉄本多劇場 / 9月3日・4日、ベイシア文化ホール）
- 横浜相鉄本多劇場25周年記念公演「幸福レコード」（2011年10月17日 - 25日、横浜相鉄本多劇場）
- あるジーサンに線香を ～若返ったら、あなたはもう一度恋をしてみますか～」（2013年11月3日、カメリアホール / 11月8日、南相馬市民文化会館大ホール / 11月17日、京都芸術劇場春秋座 / 11月19日、北國新聞赤羽ホール / 11月29日 - 12月8日、博品館劇場） - 千春 役[19]
- タンバリンプロデューサーズ×LIVEDOG PRESENTS「愛しのダンスマスター」（2014年2月26日 - 3月2日、新宿村LIVE）
- 千葉魂（CHIBA SOUL）Ⅱ（2014年3月8日、千葉市美浜文化ホールメインホール）
- 春の二本立て公演!“STRAYDOG”Produce公演
  - 「母の桜が散った夜」（2014年4月12日・13日、HEP HALL / 16日 - 20日、シアターサンモール）
  - 「閨房のアライグマ」（2014年4月16日 - 20日、シアターサンモール）
- “STRAYDOG”Produce 女の子ものがたり（2014年5月3日 - 6日、シアターグリーン BIG TREE THEATER / 17日・18日、ABCホール）
- Kiss Me You 〜がんばったシンプ―達へ〜（2014年9月3日 - 14日、中目黒キンケロ・シアター）
- 劇団一番 第2回プロデュース公演「熱い奴ら!」（2014年10月8日 - 13日、テアトルBONBON）
- 演劇集団Z-Lion 第4回公演「This is a お感情博士!」（2014年11月26日 - 30日、笹塚ファクトリー） - ゆりな 役[20]
- Flying Trip 第9回公演「アンドキュメント」（2015年1月20日 - 25日、赤坂RED/THEATER）
- 気晴らしBOYZ 第7回公演「龍馬がいっぱい」（2015年3月24日 - 29日、ザ・ポケット / 4月3日 - 5日、沼津市民文化センター大ホール）
- こちらスーパーうさぎ帝国 第20回公演「ホレロ×サラバ」
  - サラバ（2015年6月3日 - 13日、北沢タウンホール）[21][22] -  向井ゆう子 役
- ヒストリーズ・ジャパン（2015年10月22日 - 25日、新宿シアターモリエール） - イザナミ、御市 役[23]
- アリスインプロジェクト「陰陽よろず屋 開業中![24][25]」（2016年2月24日 - 28日、築地本願寺ブディストホール） - 蘆屋満汐 役
- Office54「23区女子[26]」（2016年5月27日 - 30日、座・高円寺2） - 千代田区 役
- ズッキュン娘 第10回本公演「歩いてみやがれ!」（2016年8月10日 - 14日、南大塚ホール） - 坪川先生 役[27]
- あだちあさみプロデュース公演「磐田屋の最悪の一日と遠い環水平アーク」（2016年9月29日 - 10月2日、下北沢東演パラータ） - 元村千景 役[28]
- Favorite Banana Indians 第9回本公演「SingularityCrash〜〈わたし〉に続く果てしない物語（ストーリー）〜」（2016年12月16日 - 18日、ワーサルシアター八幡山劇場） - 主演・ヨーコ 役[29]
- Favorite Banana Indians 第10回本公演「【劇場版】Fairy Melody〜私はピアノ〜」（2017年5月12日 - 14日、d-倉庫） - 主演・日向明日香 役[30]
- オフィス３○○ 番外公演「川を渡る夏」（2017年9月15日 - 24日、すみだパークスタジオ倉） - 咲子 / 信子 役（Wキャスト）[31]
- Favorite Banana Indians 第11回本公演「エーテルコード」（2018年1月11日 - 14日、劇場MOMO） - 主演・瀬尾美月　役[32]
- 劇団たいしゅう小説家Present's「おらばんば」（2018年2月28日 - 3月4日、萬劇場）[33]
- 劇団たいしゅう小説家 Present's「サギムスメ2018」人生晴れたり曇ったり（2018年8月29日 - 9月2日、ワーサルシアター八幡山）
- 愛と青春キップ（2018年10月25日 - 11月11日、オルタナティブシアター / 11月17日・18日、京都劇場） - 小島レイ 役

### ラジオ
- AKB48 明日までもうちょっと。（2007年11月12日 - 2012年3月26日・不定期出演、文化放送）
- AKB48のオールナイトニッポン（2010年6月11日 - 不定期出演、ニッポン放送）

### CM
- 西日本シティ銀行「新生活応援キャンペーン」（2011年2月19日 - 5月）

### ミュージック・ビデオ
- fumika 「ドアの向こうへ」（2ndアルバム「POWER OF VOICE」収録曲、2015年1月28日）

### インターネットテレビ
- 松原夏海の「723(なっつみ〜)チャレンジ！」（2013年7月23日 - 2015年3月31日、チャンネル北参道[注 2]）

### ネット配信
- Internet TV 神田祭.ch（2009年5月10日、神田祭.ch）

### イベント
- ☆夏海のヒーリングナイト☆（2012年6月29日、AKB48 CAFE&SHOP AKIHABARA シアターエリア）
- チャンネル北参道『松原夏海の723チャレンジ！』番組公開イベントvol.1（2014年3月23日、みなとみんなのスタジオ）
- チャンネル北参道『松原夏海の723チャレンジ！』番組公開イベントvol.2～放送ほぼ１周年記念！出演者の誕生日まとめてお祝いしちゃおう！ １日限定“なつみのカフェ”OPEN＆DVDイベント（2014年7月5日、インテリアカフェ　COTO）
- チャンネル北参道『松原夏海の723チャレンジ！』番組公開イベントvol.3（2014年12月13日、みなとみんなのスタジオ）

### ゲーム
- Root Film ルートフィルム（2020年春、角川ゲームス） - 白石陽菜 役[34]

## 書籍

### カレンダー
- 松原夏海 2012年カレンダー（2011年11月19日、ハゴロモ）
- 卓上 松原夏海 2013年カレンダー（2012年12月7日、ハゴロモ）